# Malik Fathi
Malik Deniz Fathi (Nyugat-Berlin, 1983. október 29. –) török származású német labdarúgó, a spanyol Atlético Baleares hátvédje.